# Willy D'Havé
Willy D'Havé (Eeklo, 11 oktober 1923 - Overijse, 11 mei 2002) was een Vlaams bestuurder. Hij was voorzitter van het Algemeen Christelijk Werknemersverbond (ACW) van 1965 tot 1988 en een invloedrijke Belgische personaliteit in de jaren 1960-1990.

## Levensloop
Willy D'Havé, in 1950 getrouwd met Simone Van de Voorde, met wie hij vijf kinderen had, was het zesde kind van Arthur D'Havé, meubelmaker en huisbewaarder van het gildehuis in Eeklo.
Na zijn middelbare studies aan het Sint-Vincentiuscollege in Eeklo trok D'Havé in 1943 naar de sociale school in Heverlee, waar hij afstudeerde als maatschappelijk assistent. Hij werd in 1945 lesgever aan die school, terwijl hij verder studeerde aan de Katholieke Universiteit Leuven en er in 1950 promoveerde tot doctor in de rechten.
In 1951 begon hij aan de uitbouw van de studie-, vormings- en persdienst van het Algemeen Christelijk Vakverbond (ACV). Van daaruit stootte hij door naar het voorzitterschap van de koepel van de christelijke arbeidersbeweging, het ACW. In 1965 werd hij verkozen tot voorzitter van het ACW, in opvolging van Raphael Hulpiau en bleef dit tot in 1988, waarna hij werd opgevolgd door Theo Rombouts.
Het ACW was het overkoepelde orgaan van de christelijke arbeidersbeweging. Daartoe behoorden de vakbond ACV, het ziekenfonds Christelijke Mutualiteiten (CM), de sociaal-culturele bewegingen (KWB, KAV, KAJ, VKAJ) en de economische takken (de spaarbank BAC, de Volksverzekering, de krant Het Volk, de coöperatie LVCC/Welvaart). Van deze verschillende onderdelen was hij voorzitter of beheerder.
Als ACW-voorzitter gaf D'Havé vooral blijk van bemiddelingstalenten. Hij tekende de grote beleidslijnen van de beweging uit, terwijl het dagelijkse werk, onder meer de relaties met de politieke wereld, tot de taken behoorde van de algemeen secretaris, achtereenvolgens Marcel Vandewiele en Frans Janssens. D'Havé was een man die minzaamheid en voornaamheid uitstraalde, zijn invloed en macht niet etaleerde en weinig in het publiek optrad, maar achter de schermen gewicht en gezag had.

## Onderwijs
Onderwijs en onderzoek waren belangrijk voor D'Havé. Hij was actief
- als bestuurder van de Centra voor Beroepsoriëntering (later PMS, nog later CLB),
- als medeoprichter en voorzitter van het Hoger Instituut van de Arbeid (HIVA),
- als lid van de inrichtende macht van de KUL-UCL (1965-1970) en van de KU Leuven (1970-2002).

## Christelijke organisaties
- Hij was hoofd van de Coördinatiedienst die het bezoek aan België van paus Johannes Paulus II in 1985 organiseerde,
- lid van de Werkgroep voor Arbeiderspastoraal en van het Centrum voor Arbeiderspastoraal (vanaf 1966),
- lid van de Centrale groep OPINI, vanaf de stichting in 1980

## Officiële functies
- Voorzitter van de Nationale Maatschappij voor Goedkope Woningen en Woonvertrekken, later Nationale Huisvestingsmaatschappij (1965-1988), nog later Vlaamse Maatschappij voor Sociaal Wonen
- werkend lid (1996-1971) en voorzitter (1971-1985) van de Sociaal-Economische Raad van Vlaanderen
- D'Havé was van bij de oprichting lid van het uitvoerend comité van de Koning Boudewijnstichting

## Bestuurder binnen het ACW
- bestuurslid (1968-1988) en voorzitter (1971-1988) van het  Landelijk Verbond van Christelijke Coöperaties / Fédération Nationale des Coopératives Chrétiennes (VCLB)
- voorzitter Raad van Bestuur HIVA (1974)
- bestuurslid en raadgever (1974-1983) van Auxipar
- beheerder van BACOB